# Sinularia ramosa
Sinularia ramosa är en korallart som beskrevs av Tixier-Durivault 1945. Sinularia ramosa ingår i släktet Sinularia och familjen läderkoraller. Inga underarter finns listade i Catalogue of Life.